# Інфрачервона обсерваторія Маунт-Абу
Інфрачервона обсерваторія Маунт Абу (англ. Mount Abu InfraRed Observatory, MIRO) розташована поблизу міста Маунт-Абу в штаті Раджастан в Індії. Обсерваторія розташована на висоті 1680 метрів і примикає до Гуру-Шикхар, найвищої вершини гірського хребта Араваллі. 1,2-метровий інфрачервоний телескоп в цій обсерваторії є першим великим телескопом в Індії, спеціально розробленим для наземних інфрачервоних спостережень небесних об'єктів. Обсерваторія управляється Відділом астрономії та астрофізики Лабораторії фізичних досліджень, Ахмедабад.

## Розташування
Обсерваторія розташована поблизу Гуру-Шікхар, найвищої вершини хребта Араваллі на висоті 1680 метрів. Маунт-Абу знаходиться приблизно за 28 км від залізничної станції Абу-Роуд і за 240 км від Ахмедабада.
Низька кількість водяної пари над обсерваторією (1–2 мм взимку) робить її гарним місцем для інфрачервоних спостережень. На Маунт-Абу буває близько 200 безхмарних ночей на рік, з яких 150 ночей на рік можна використовувати для фотометричних спостережень. Обсерваторія має типове бачення ~1,2 кутових секунд. Спостереження припиняються під час періоду мусонів, з кінця червня до середини вересня.

## Обладнання
Обсерваторія Маунт-Абу оснащена 1,2-метровим інфрачервоним телескопом. Телескоп, у свою чергу, обладнаний наступними інструментами: інфрачервоною камерою та спектрографом NICMOS, спектрометром Фабрі-Перо, широкоформатними оптичними ПЗЗ-матрицями, оптичним поляриметром та ґратковим спектрографом, з'єднаним з телескоп оптичними волокнами. Оптичний спектрометр високої роздільної здатності PRL Advanced Radial-velocity All-sky Search (PARAS) для виявлення позасонячних планет за допомогою методу радіальних швидкостей почав спостереження у квітні 2012 року.
Крім того, обсерваторія має 43 см телескоп для наземної фотометрії та 50-сантиметровий автоматизований телескоп для вивчення змінних об'єктів (Automated Telescope for Variability Study, ATVS), наприклад, активних ядер галактик, змінних зір, комет тощо. Обсерваторія має власне обладнання для алюмінування дзеркал телескопа й обладнання для скраплення азоту, яке забезпечує рідким азотом систему охолодження інфрачервоних детекторів для зменшення теплового шуму.
Станом на 2017 рік, в обсерваторії тривало будівництво 1-метрового телескопа зі складною оптикою та інструментами, зібраними Лабораторією електрооптичних систем (Laboratory for Electro-Optics Systems, LEOS) в Бенгалуру. Цей прилад, відомий як EODSS (Electro-Optical Deep Space Surveillance, система електронно-оптичного спостереження за далеким космосом), мав відстежувати космічне сміття — неактивні супутники, частини космічних приладів, залишки запущених ракет та інші подібні об'єкти на навколоземних орбітах.